# Симпсоны (сезон 22)
Двадцать второй сезон мультсериала «Симпсоны» выходил в эфир с 26 сентября 2010 года по 22 мая 2011 года в США на телеканале Fox.

## Список серий
| № общий | № в сезоне | Название                                                                   | Режиссёр                      | Автор сценария                     | Дата премьеры    | Произв. код | Зрители в США (млн) |
| --- | ---------- | -------------------------------------------------------------------------- | ----------------------------- | ---------------------------------- | ---------------- | ----------- | ------------------- |
| 465 | 1          | «Мюзикл начальной школы» «Elementary School Musical»                       | Марк Киркленд                 | Тим Лонг                           | 26 сентября 2010 | MABF21      | 7,82                |
| Мардж везёт Лизу в лагерь театрального искусства и оставляет её там жить на какое-то время. Тем временем, ко всеобщему удивлению, Нобелевская премия мира достаётся клоуну Красти, и Гомеру с Бартом выпадает шанс сопровождать комика в Осло на её вручение. Прилетев на место, троица обнаруживает, что самолёт был подставной, а Красти обманом заманили в Гаагу, чтобы судить его по всей строгости закона за унижения всей Голландии в своём шоу. Приглашённые звёзды: Flight of the Conchords (Джемейн Клемент и Брет Маккензи), Айра Гласс, Стивен Хокинг, Лиа Мишель, Кори Монтейт, Эмбер Райли. |            |                                                                            |                               |                                    |                  |             |                     |
| 466 | 2          | «Инвестор Лиза» «Loan-a Lisa»                                              | Мэттью Фонан                  | Валентин Гарза                     | 3 октября 2010   | MABF17      | 8,63                |
| Дедуля Симпсон решает раздать своим родным все свои сбережения. Гомеру, Мардж, Барту, Лизе и Мэгги достаётся по 50 долларов, которые они могут потратить на что угодно. Лиза находит видеопослание Нельсона, который с помощью чьих-нибудь инвестиций мечтает открыть собственную мастерскую по производству велосипедов. Мардж, тем временем, покупает себе дорогую дамскую сумочку за 500 долларов, цену которой она неправильно рассмотрела. Приглашённые звёзды: Марк Цукерберг, Мухаммад Юнус и Крис Хансен. |            |                                                                            |                               |                                    |                  |             |                     |
| 467 | 3          | «ДеньгоБарт» «MoneyBart»                                                   | Нэнси Круз                    | Тим Лонг                           | 10 октября 2010  | MABF18      | 6,72                |
| Барт играет в бейсбол и принимает участие в чемпионате вместе с другими, но вскоре отказывается играть за ссоры с новым тренером – Лизой – из-за её методики тренировки. |            |                                                                            |                               |                                    |                  |             |                     |
| 468 | 4          | «Дом ужасов 21» «Treehouse of Horror XXI»                                  | Боб Андерсон                  | Джоэль Х. Коэн                     | 7 ноября 2010    | MABF16      | 8,03                |
| «War and Pieces» (с англ. — «Война и мор») — Мардж, озабоченная времяпровождением Барта и Милхауса за жестокими видеоиграми, предлагает мальчикам достать с полок пыльные коробки с настольными играми. Начав игру «Путь Сатаны», в Спрингфилд приходит настоящий апокалипсис: все отброшенные настольные игры оживают и превращают город в гигантское поле для игры, а жителей — в игровые фишки. «Master and Cadaver» (с англ. — «Мастер и трупарита») — Гомер и Мардж наслаждаются своим вторым медовым месяцем, устроив его на яхте в открытом море. Неожиданно к ним приближается шлюпка с человеком, утверждающим, что ему чудом удалось спастись с корабля под названием «Альбатрос», добавив в описание жуткую сцену с отравлением всех членов экипажа. Гомер принимает чужака за убийцу и решает избавиться от него. «Tweenlight» (с англ. — «Шмумерки») — Лиза влюбляется в парня по имени Эдмунд, который оказывается вампиром. Приглашённые звёзды: Хью Лори, Дэниел Рэдклифф. |            |                                                                            |                               |                                    |                  |             |                     |
| 469 | 5          | «Лиза Симпсон, это не твоя жизнь» «Lisa Simpson, This Isn’t Your Life»     | Мэттью Настук                 | Джоэль Х. Коэн                     | 14 ноября 2010   | MABF20      | 8,83                |
| Найдя мамин альбом, Лиза узнаёт, что раньше Мардж была умной девочкой, которая училась на одни пятёрки, но в выпускном классе её успеваемость скатилась до жалких двоек. Не желая стать такой же домохозяйкой, как Мардж, Лиза даёт себе установку: выкинуть все вещи, которые могут её отвлекать от учёбы и умиротворённых раздумий. Тем временем Нельсон, несколько раз случайно получивший от Барта по ушам, начинает охоту на Симпсона, выжидая подходящего момента, чтобы почесать об него свои кулаки. |            |                                                                            |                               |                                    |                  |             |                     |
| 470 | 6          | «Глупец Монти» «The Fool Monty»                                            | Стивен Дин Мур                | Майкл Прайс                        | 21 ноября 2010   | NABF01      | 6,59                |
| Барт находит в лесу мистера Бёрнса, который потерял память. Мальчик приводит его домой в качестве домашнего питомца. Однако вскоре Гомер и Мардж узнают об этом. Впоследствии весь город решает отыграться на нём за всё, что он им причинил. |            |                                                                            |                               |                                    |                  |             |                     |
| 471 | 7          | «Что клевала птичка за окном?» «How Munched Is That Birdie in the Window?» | Майк Фрэнк Полчино            | Кэвин Каран                        | 28 ноября 2010   | NABF02      | 9,39                |
| В дом Симпсонов через окно врывается почтовый голубь, поранив крыло. Из-за того, что Лиза терпеть не может этих птиц, за голубем берётся ухаживать Барт. Мальчик трогательно нянчится с пернатым, как с ребёнком, выхаживает, кормит и учит летать заново, из-за чего голубь тоже привязывается к своему новому хозяину и не хочет улетать. Но одним солнечным днём рычащий Маленький Помощник Санты делает с голубем то, что заставит мальчика плакать и возненавидеть своего некогда любимого пса. Приглашённые звёзды: Даника Патрик и Рэйчел Вайс. |            |                                                                            |                               |                                    |                  |             |                     |
| 472 | 8          | «Сражение перед Рождеством» «The Fight Before Christmas»                   | Боб Андерсон и Мэттью Скофилд | Дэн Кастелланета и Деб Лакуста     | 5 декабря 2010   | MABF22      | 9,54                |
| В заснеженный Спрингфилд приходит Рождество, которое Мардж хочет встретить с воодушевлением и праздничным настроением, однако все члены ведут себя вяло и не проявляют признаков рождественского веселья. Семья ложится спать. - Барт, разозлившийся на Санту за то, что он не дарит ему мотоцикл, засыпает в кресле с игрушечным ружьём. Ночью мальчишке снится, будто к их дому подъезжает локомотив «Полярный экспресс», который отвозит детей на Северный полюс к Санта Клаусу. Потирая руки в предвкушении этой эпической встречи, Барт намеревается поквитаться со стариком. - Лизе снится, что она вместе с семьёй живёт в далёком декабре 1944-го. Мардж на войне, Гомер дожидается её дома, а девочка поклялась, что до возвращения мамы домой она никогда не взглянет на рождественское дерево. - Когда засыпает Мардж, ей снится чудо: Марта Стюарт навещает дом Симпсонов и разгоняет унылую тоску, превращая его в яркий праздничный домик, используя детей и Гомера для украшений. - Уснув с книжкой в руках, малышке Мэгги снится, что на рождественские праздники семья собирается на Гавайи. К Симпсонам заходит Мо, мистер Бёрнс и Кэти Перри, подружка Мо. Все участники сна представлены куклами на манер «Маппет-шоу». Приглашённые звёзды: Марта Стюарт и Кэти Перри в роли самих себя. |            |                                                                            |                               |                                    |                  |             |                     |
| 473 | 9          | «Толстяк Донни» «Donnie Fatso»                                             | Ральф Соса                    | Крис Глуэсс                        | 12 декабря 2010  | MABF19      | 7,19                |
| Гомеру надо выплатить 1000 долларов за штрафы. Он приносит в полицию мешок с оплатой штрафов, но его сажают в тюрьму на 10 лет, потому что на мешке было написано «взятка». Гомер, чтобы побыстрей выбраться из тюрьмы, идёт к одному из служащих ФБР. Тот предлагает ему следить за жирным Тони. Приглашённые звёзды: Джон Хэмм и Джо Мантенья. |            |                                                                            |                               |                                    |                  |             |                     |
| 474 | 10         | «Мамаши, которых хотелось бы забыть» «Moms I’d Like to Forget»             | Крис Клементс                 | Брайан Келли                       | 9 января 2011    | NABF03      | 12,55               |
| Во время школьного боя Барт с удивлением обнаруживает, что у его оппонента такой же шрам на руке, как у самого Барта. По случаю этого Мардж решает восстановить отношения с тремя старыми подругами, мамами тех самых мальчиков со шрамами, как у Барта. |            |                                                                            |                               |                                    |                  |             |                     |
| 475 | 11         | «Пылкий Мо» «Flaming Moe»                                                  | Чак Шитс                      | Мэтт Сэлман                        | 16 января 2011   | NABF04      | 6,38                |
| Находясь в отчаянии, Вэйлон Смитерс направляется в таверну Мо, где ему приходит гениальная идея: превратить ее в заведение для гомосексуалов со среднестатистической внешностью. Между тем в Спрингфилдской начальной школе приходит новый учитель музыки – очаровательная мисс Джунипер, в которую немедленно влюбляется директор Скиннер. Приглашённые звёзды: Элисон Ханниган, Кристен Уиг и Скотт Томпсон. |            |                                                                            |                               |                                    |                  |             |                     |
| 476 | 12         | «Отец Гомер» «Homer the Father»                                            | Марк Киркленд                 | Джоэль Х. Коэн                     | 23 января 2011   | NABF05      | 6,48                |
| Гомер решает брать уроки отцовства у допотопного телевизионного сериала, вдумчиво наблюдая за поведением персонажей и применяя их действия на практике. Барт, тем временем, плюётся на свой дешёвый велик, который постоянно ломается, и мечтает о детском спортивном мотоцикле, модном и внушительном. Он просит у папы такую игрушку в подарок, но Гомер отказывает, помня из сериала, что если купить ребёнку подарок-мечту, у него этой мечты больше не останется… Приглашённые звёзды: Майкл Пол Чан, Джеймс Липтон, Гарри Маршалл и Дэвид Мэмет. |            |                                                                            |                               |                                    |                  |             |                     |
| 477 | 13         | «Синие и серые» «The Blue and the Gray»                                    | Боб Андерсон                  | Роб ЛаЗебник                       | 13 февраля 2011  | NABF06      | 5,49                |
| Для того, чтобы кого-то подцепить, Мо просит Гомера стать "вторым пилотом", на что тот соглашается. Тем временем, обнаружив у себя первый седой волос, Мардж серьезно решает стать полностью седой. |            |                                                                            |                               |                                    |                  |             |                     |
| 478 | 14         | «Злобный папа: Фильм» «Angry Dad: The Movie»                               | Мэттью Настук                 | Джон Фринк                         | 20 февраля 2011  | NABF07      | 6,24                |
| У двери Симпсонов раздаётся звонок и неизвестный мужчина предлагает Барту снять фильм на основе его некогда популярного интернет-мультфильма «Папа зол». Некоторое время спустя Симпсонов приглашают на фестиваль короткометражек, где Гомер не даёт сказать Барту ни слова, расхваливая себя-любимого и забывая назвать главного идеолога этого фильма. Расстроенный Барт получает шанс поквитаться с отцом на вручении «Оскара». Приглашённые звёзды: Рики Джервейс, Хэлли Берри, Рассел Брэнд, Ник Парк и Дж.Б. Смув. |            |                                                                            |                               |                                    |                  |             |                     |
| 479 | 15         | «Сказки скорпионов» «The Scorpion’s Tale»                                  | Мэттью Скофилд                | Билли Кимбалл и Иан Макстон-Грэхэм | 6 марта 2011     | NABF08      | 6,13                |
| Во время экскурсии по пустыне Лиза обнаруживает, что местная вода загадочным образом успокаивает обычно агрессивно настроенных её обитателей. Лиза решает взять немного волшебной водички и привозит её домой в качестве сувенира. Тем временем Деда выгоняют из дома престарелых и он переезжает в дом Симпсонов, где Гомер тайком тестирует на нём загадочную воду. И вдруг происходит чудо — дедуля мгновенно избавляется от всей своей придури. Приглашённые звёзды: Вернер Херцог и Кевин Майкл Ричардсон. |            |                                                                            |                               |                                    |                  |             |                     |
| 480 | 16         | «Настоящее летнее наваждение» «A Midsummer’s Nice Dream»                   | Стивен Дин Мур                | Дэн Кастелланета и Деб Лакуста     | 13 марта 2011    | NABF09      | 5,42                |
| Город гудит — ведь Чич и Чонг остановятся в Спрингфилде во время своего долгожданного турне в честь воссоединения. Когда дуэт выходит на сцену на суд преданных поклонников, Чонг отказывается произносить свои реплики из шуточного номера, потому что считает эти шутки избитыми и надоевшими. Но всех спасает Гомер, и он отправляется на гастроли вместе с Чичем в качестве участника нового дуэта «Чич и Толстяк». Пока Гомер находится в турне, Мардж пытается помочь Сумасшедшей кошатнице изменить её жалкое существование. Приглашённые звёзды: Чич Марин и Томми Чонг. |            |                                                                            |                               |                                    |                  |             |                     |
| 481 | 17         | «Любовь — это что-то очень удушающее» «Love Is a Many Strangled Thing»     | Майк Фрэнк Полчино            | Билл Оденкерк                      | 27 марта 2011    | NABF10      | 6,05                |
| Гомер случайно унижает Барта на глазах у всех, из-за чего Мардж рекомендует ему отправиться в класс для развития родительских чувств, которым руководит доктор Зандер. Доктор, шокированный тем, что Гомер часто душит Барта за непослушание и проводит терапию, прибегая к помощи Карима Абдул-Джаббара, который душит Гомера. Приглашённые звёзды: Пол Радд, Кевин Майкл Ричардсон и Карим Абдул-Джаббар. |            |                                                                            |                               |                                    |                  |             |                     |
| 482 | 18         | «Великая Симпсина» «The Great Simpsina»                                    | Крис Клементс                 | Мэтт Уорбёттон                     | 10 апреля 2011   | NABF11      | 5,06                |
| Симпсоны приходится питаться одними персиками. В поисках сбыта для них Лиза приходит в мрачный район, где хозяин одного из старых домов в прошлом — известный иллюзионист, Великий Рамондо. Он соглашается учить Лизу магии. Лиза становится известной иллюзионисткой, известной под псевдонимом «Великая Симпсина», потом Великий Рамондо рассказывает, что появился новый иллюзионист — Крег Демон, известный своими неординарными фокусами. Приглашённые звёзды: Мартин Ландау, Джек Макбрайер, Рикки Джей, Пенн и Теллер, Дэвид Копперфильд. |            |                                                                            |                               |                                    |                  |             |                     |
| 483 | 19         | «Домохозяйки Жирного Тони» «The Real Housewives of Fat Tony»               | Лэнс Крамер                   | Дик Блазуччи                       | 1 мая 2011       | NABF12      | 5,84                |
| Жирный Тони и Сельма женятся, побуждая Мардж беспокоиться о безопасности своей сестры. Сёстры ссорятся. Тони, чтобы помириться, приглашает супругов Симпсонов в свой загородный дом для отдыха. Между тем Лиса использует Барта, чтобы найти трюфели. Приглашённая звезда: Джо Мантенья. |            |                                                                            |                               |                                    |                  |             |                     |
| 484 | 20         | «Гомер руки-ножницы» «Homer Scissorhands»                                  | Марк Киркленд                 | Питер Гэффни и Стив Вэкстон        | 8 мая 2011       | NABF13      | 5,52                |
| После того как Барт и Лиза испортили причёску тёти Пэтти, Гомеру пришлось привести её волосы в порядок. На удивление причёска получилась настолько хорошо, что Сельма решает воспользоваться услугами Гомера. Позже к Симпсонам, во время ужина, приходит женщина в поисках лучшего парикмахера в городе. Она даёт сто долларов, чтобы Гомер привёл её в порядок. Оставшись довольной результатом, она наводит Гомера на мысль о собственной парикмахерской. Приглашённая звезда: Кристен Шаал. |            |                                                                            |                               |                                    |                  |             |                     |
| 485 | 21         | «500 ключей» «500 Keys»                                                    | Боб Андерсон                  | Джон Фринк                         | 15 мая 2011      | NABF14      | 5,99                |
| В поисках запасного ключа от машины Симпсоны находят набор ключей от каждой двери. После этого семья начинает использовать ключи. В школе Лиза открывает одним из ключей запертую дверь с табличкой «Запрещённые оркестром книги» и обнаруживает там комнату, оборудованную под несколько классов, но когда она открывает комнату при директоре Скиннере и других детях, то за дверью оказываются только книги, соответствующие табличке. Приглашённая звезда: Альберт Брукс. |            |                                                                            |                               |                                    |                  |             |                     |
| 486 | 22         | «Лжепохищение Неда» «The Ned-Liest Catch»                                  | Чак Шитс                      | Джефф Вестбрук                     | 22 мая 2011      | NABF15      | 5,30                |
| Нед Фландерс начинает встречаться с миссис Крабаппл после того, как спас её. Однако Фландрерс узнаёт, что Эдна встречалась с огромным количеством мужчин, что видится ему, как радикальному христианину, неприемлемым. Он не знает, стоит ли ему продолжать отношения с Эдной… Приглашённые звёзды: Кен Бёрнс, Джоуи Крамер. |            |                                                                            |                               |                                    |                  |             |                     |